# 丹麥 (喬治亞州)
丹麥（英語：Denmark）是位於美國喬治亞州布洛克縣的一個非建制地區。該地的面積和人口均未知。

## 地理
丹麥的座標為32°17′05″N 81°43′26″W / 32.28472°N 81.72389°W，而該地的平均海拔高度為56米（即184英尺）。